# Willy Mest
Willy Mest, fou un ciclista alemany, que es va especialitzar en el ciclisme en pista. Fou professional de 1906 a 1909. Com amateur, va guanyar una medalla de plata al Campionat del món de mig fons de 1905 per darrere del britànic Leon Meredith.